# Kathedrale von Grenoble

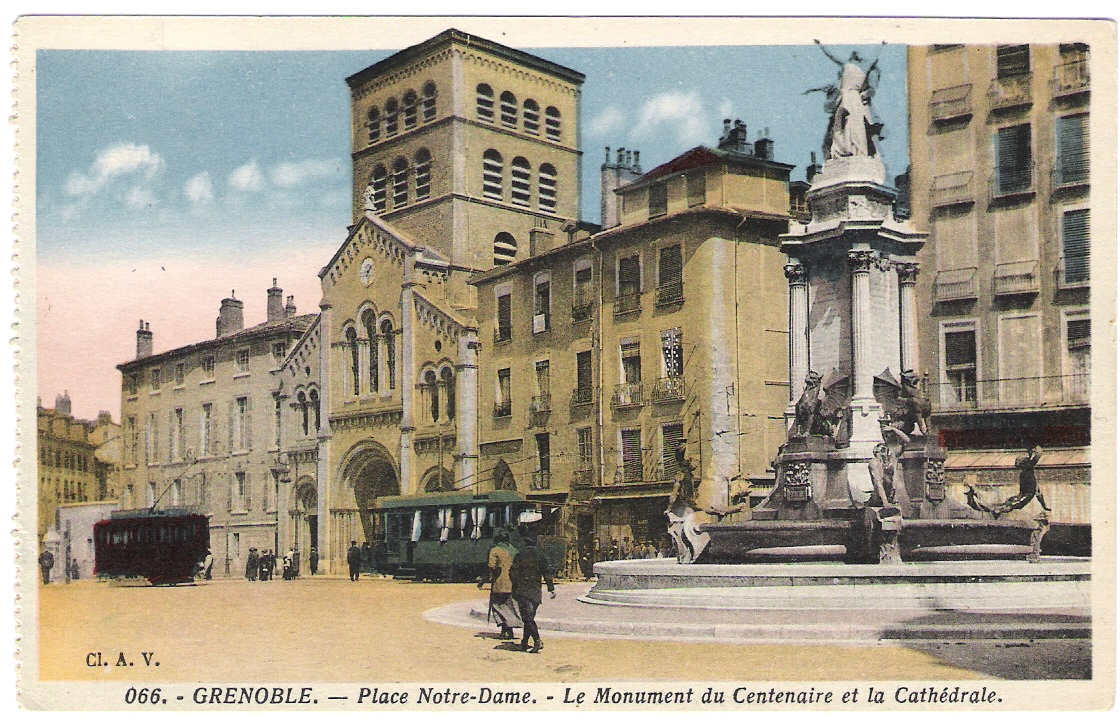
Kathedrale von Grenoble (1897)

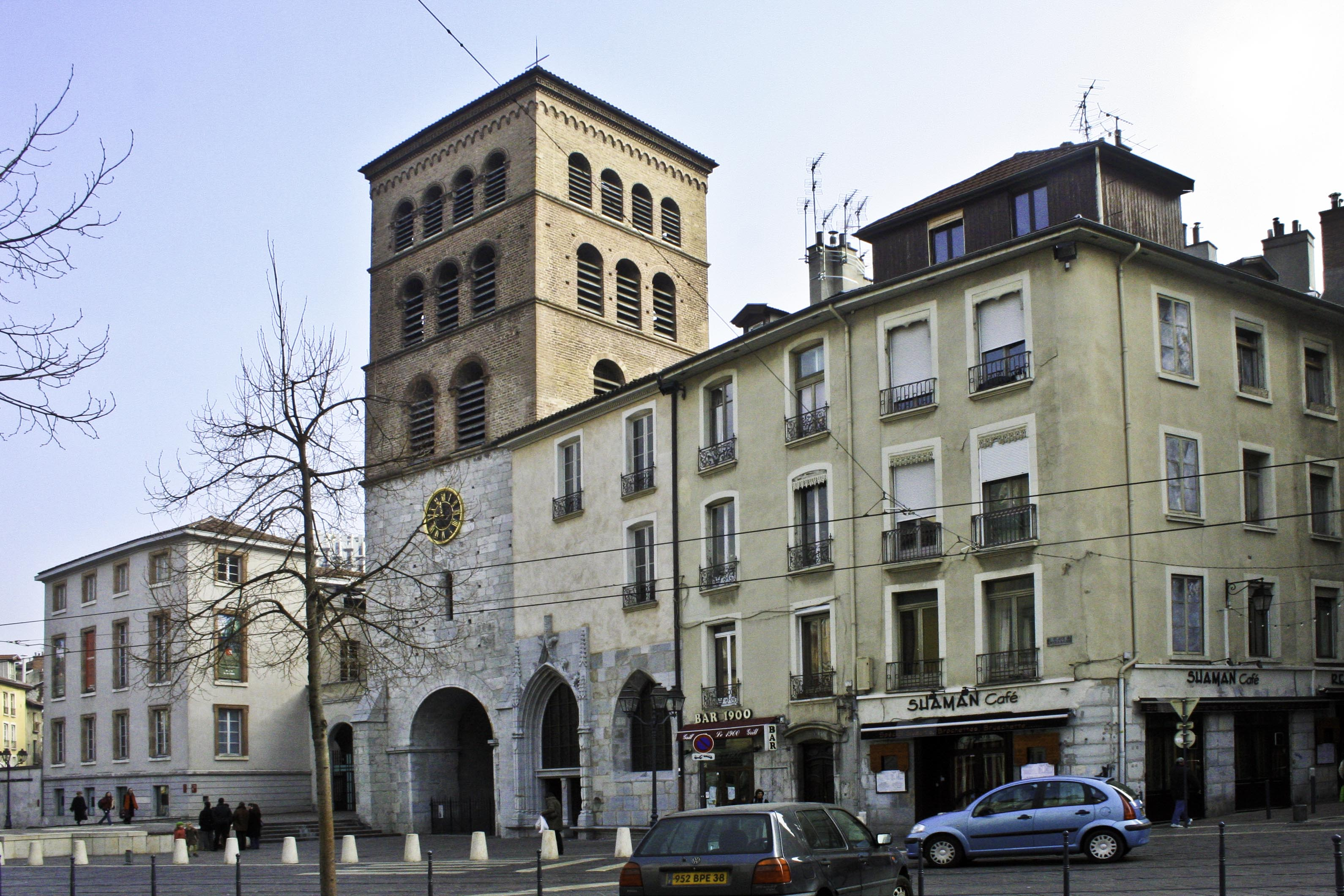
Kathedrale von Grenoble

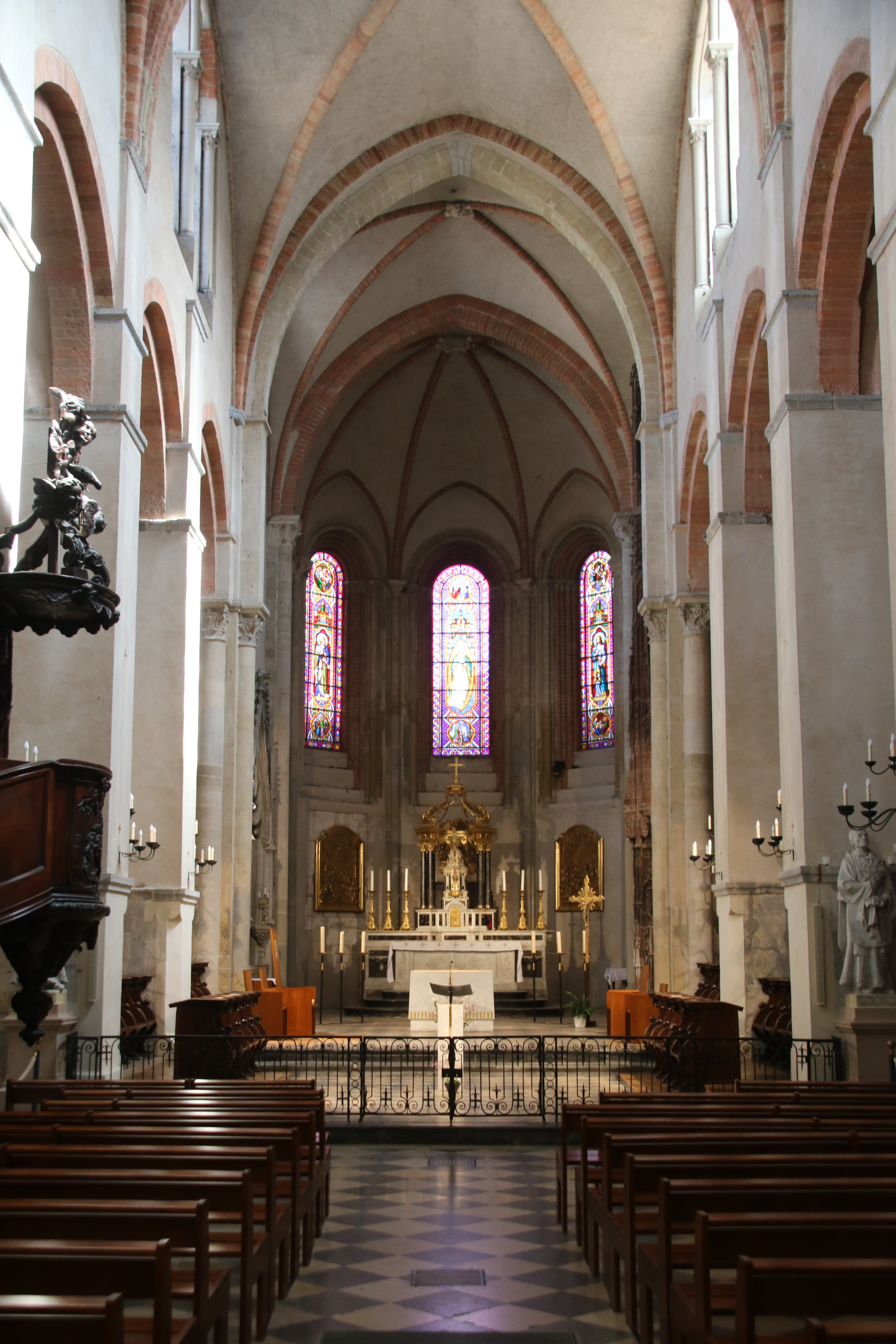
Kirchenschiff

Die Kathedrale von Grenoble ist die Bischofskirche des Bistums Grenoble-Vienne. Der im Mittelalter begonnene, aber erst im 16. Jahrhundert fertiggestellte Bau ist der Gottesmutter Maria (Notre-Dame) geweiht und bereits seit dem Jahr 1862 als Monument historique anerkannt. In der knapp 100 Kilometer nordwestlich gelegenen Stadt Vienne steht eine Konkathedrale.

## Lage
Die Kathedrale befindet sich an der Ringstraße innerhalb der römischen bzw. gallorömischen Stadtmauer von Gratianopolis in einer Höhe von ca. 215 m.

## Geschichte und Architektur
Eine erste Kathedrale von Grenoble entstand wohl schon in frühchristlicher Zeit; bei Grabungen neben der heutigen Kirche wurden im Jahr 1989 die Überreste eines alten Taufbeckens entdeckt. Von der dreischiffigen Kathedrale des 12. Jahrhunderts stammen die quadratischen Pfeiler des Mittelschiffs mit ihren Arkadenbögen aus Ziegelsteinen sowie das Untergeschoss des eher klobig wirkenden Westturms. Im 13. Jahrhundert wurden Rippengewölbe eingezogen und der Westturm wurde erhöht. Die beiden Seitenschiffe wurden später an- bzw. umgebaut; auf der Südseite der Kathedrale entstand ein Kreuzgang (cloître). In der zweiten Hälfte des 19. Jahrhunderts wurde die Fassade durch einen – später wieder abgerissenen – Vorbau im neoromanischen Stil verschönert.

## Ausstattung
Besonders hervorzuheben ist der aus rötlichem Sandstein gefertigte spätgotische Wandtabernakel (ciborium) auf der Südseite der Apsis. Die Buntglasfenster (vitraux) stammen allesamt aus dem 19. Jahrhundert.

## Sonstiges
Unmittelbar an die Nordseite der Kathedrale angelehnt ist die nach dem hl. Hugo von Grenoble benannte Kirche Saint Hugues.